# Zombie Nation (videogioco)
Zombie Nation (暴れん坊天狗?, Abarenbō Tengu), indicato come Samurai Zombie Nation nella schermata del titolo, è un videogioco pubblicato nel 1990 per Nintendo Entertainment System.

## Trama
Nel 1999 un alieno dall'aspetto di un meteorite, conosciuto come "Darc Seed" (Eva nella versione giapponese), si schianta nel deserto del Nevada. In seguito all'impatto, Darc Seed/Eva si risveglia ed emette raggi magnetici che trasformano la popolazione degli Stati Uniti in zombie, oltre a fornire di vita propria la Statua della Libertà, rendendola un mostro ai suoi comandi. I raggi magnetici gli permettono anche di controllare molte armi letali, tra cui l'arma più potente di tutte, la leggendaria spada samurai Shura.
Il capo dei samurai, Namakubi, avverte il potere di Shura cadere nelle grinfie di Darc Seed/Eva. Si dirige quindi verso gli Stati Uniti per distruggere Darc Seed, liberare il popolo americano dalla zombificazione e recuperare la leggendaria spada.

## Modalità di gioco
Il gioco è uno sparatutto a scorrimento. Il giocatore può muoversi liberamente nello schermo e, oltre ad attaccare i nemici, può anche distruggere gli edifici per ottenere punti bonus. Gli attacchi sono essenzialmente due: sfere di fuoco lanciate dalla bocca o il vomito (quest'ultimo più potente, ma più lento). I nemici sono zombie armati di fucili, zeppelin e mostri di lava. Le abilità d'attacco possono essere potenziate salvando gli zombie disarmati, che cadono dagli edifici una volta che il giocatore li distrugge.
Il gioco include due livelli di difficoltà ("Easy" e "Hard") e la selezione del livello ad inizio partita (come nella serie Mega Man). Una volta selezionato il livello iniziale, il gioco avvierà gli altri in sequenza (es. selezionando il livello 4 seguiranno i livello 3, 2 e infine 1); lo scopo è completare tutti i quattro livelli, dopodiché si verrà trasportati ad una schermata fissa addizionale (come una sorta di quinto livello) nella quale bisognerà distruggere la meteora Darc Seed.

## Differenze tra le due versioni
La versione originale del gioco è stata pubblicata in Giappone il 14 dicembre 1990 col titolo Abarenbō Tengu (暴れん坊天狗?); la versione statunitense è stata pubblicata circa un mese dopo.
Le due versioni differiscono per i seguenti aspetti:
- Nella versione giapponese il giocatore controlla una maschera tengu, mentre in quella occidentale una gigantesca testa del samurai Namakubi.
- La maschera tengu compare anche nella schermata del titolo; nella versione americana niente accompagna tale schermata.
- Il boss del livello 1 è la Statua della Libertà in entrambe le versioni, ma con sprite differenti: nella versione occidentale è verde con dei serpenti al posto della corona, mentre in quella giapponese è rossa e con la corona normale.
- La versione giapponese include un power-up ulteriore che permette il fuoco rapido. Tale power-up è stato rimosso nella versione statunitense in quanto il fuoco rapido è sempre attivo.

## Accoglienza
Nonostante siano state recentemente rivalutate e considerate dei cult, alla loro uscita entrambe le versioni furono criticate negativamente, sia per il gameplay che per l'elevata difficoltà. Zombie Nation fu recensito nel n. 172 della rivista Dragon, con voto 2½/5. Abarenbō Tengu d'altra parte fu etichettato con il termine kusoge dal saggista Jun Miura.